# Sayed Ahmed Jaafar
Sayed Ahmed Jaafar (arab. سيد أحمد جعفر; ur. 4 marca 1991) – bahrajński piłkarz występujący na pozycji pomocnika w bahrajńskim klubie Riffa SC oraz w reprezentacji Bahrajnu.

## Kariera klubowa

### Riffa SC
1 lipca 2014 podpisał kontrakt z klubem Riffa SC. W sezonie 2014/15 wystąpił w jednym spotkaniu Azjatyckiej Ligi Mistrzów, miało to miejsce 10 lutego 2015 w meczu przeciwko Al Sadd (0:0, k. 11:10). Dodatkowo wystąpił w dwóch spotkaniach Pucharu AFC – 11 marca 2015 przeciwko Al Kuwait Kaifan (2:1) i 13 maja 2015 ponownie przeciwko Al Kuwait Kaifan (2:1), w którym zdobył bramkę.

## Kariera reprezentacyjna

### Bahrajn
W 2012 otrzymał powołanie do reprezentacji Bahrajnu. Zadebiutował 15 sierpnia 2012 w meczu towarzyskim przeciwko reprezentacji Azerbejdżanu. Wystąpił w czterech spotkaniach eliminacji do Pucharu Azji 2015, finalnie zajmując pierwsze miejsce w grupie D, wraz z drużyną zakwalifikował się do kolejnej fazy turnieju. Po zwycięskiej serii rzutów karnych zajął trzecie miejsce w Pucharze Azji Zachodniej. Pierwszą bramkę zdobył 19 stycznia 2015 w meczu fazy grupowej Pucharu Azji 2015 przeciwko reprezentacji Kataru (1:2). Wystąpił w czterech meczach eliminacji do Mistrzostw Świata 2018, jednak wraz z drużyną zajął czwarte miejsce w grupie H i nie zakwalifikował się do następnej fazy mundialu.

## Statystyki

### Klubowe
(aktualne na dzień 19 sierpnia 2020)
| Klub     | Sezon   | Liga                    | Liga  | Liga   | Puchar kraju | Puchar kraju | Azja  | Azja   | Suma  | Suma   |
| Klub     | Sezon   | Liga                    | Mecze | Bramki | Mecze        | Bramki       | Mecze | Bramki | Mecze | Bramki |
| -------- | ------- | ----------------------- | ----- | ------ | ------------ | ------------ | ----- | ------ | ----- | ------ |
| Riffa SC | 2014/15 | Bahraini Premier League | –     | –      | –            | –            | 3     | 1      | 3     | 1      |
| Riffa SC | Ogólnie | Ogólnie                 | 0     | 0      | 0            | 0            | 3     | 1      | 3     | 1      |

### Reprezentacyjne
(aktualne na dzień 19 sierpnia 2020)
| Reprezentacja | Rok     | Mecze | Bramki |
| ------------- | ------- | ----- | ------ |
| Bahrajn       | 2012    | 3     | 0      |
| Bahrajn       | 2013    | 9     | 0      |
| Bahrajn       | 2014    | 9     | 0      |
| Bahrajn       | 2015    | 12    | 1      |
| Bahrajn       | 2017    | 1     | 0      |
| Ogólnie       | Ogólnie | 34    | 1      |

| Mecze i gole w reprezentacji | Mecze i gole w reprezentacji | Mecze i gole w reprezentacji           | Mecze i gole w reprezentacji | Mecze i gole w reprezentacji | Mecze i gole w reprezentacji | Mecze i gole w reprezentacji |
| Reprezentacja                | Reprezentacja                | Reprezentacja                          | Reprezentacja                | Reprezentacja                | Reprezentacja                | Reprezentacja                |
| Lp.                          | Data                         | Miejsce                                | Przeciwnik                   | Wynik                        | Gol                          | Rozgrywki                    |
| ---------------------------- | ---------------------------- | -------------------------------------- | ---------------------------- | ---------------------------- | ---------------------------- | ---------------------------- |
| 1.                           | 15.08.2012                   | Shijak, Albania                        | Azerbejdżan                  | 3:0                          |                              | Mecz towarzyski              |
| 2.                           | 12.10.2012                   | Ar-Rifa, Bahrajn                       | Filipiny                     | 0:0                          |                              | Mecz towarzyski              |
| 3.                           | 16.10.2012                   | Abu Zabi, Zjednoczone Emiraty Arabskie | Zjednoczone Emiraty Arabskie | 6:2                          |                              | Mecz towarzyski              |
| 4.                           | 09.09.2013                   | Kuwejt, Kuwejt                         | Kuwejt                       | 2:1                          |                              | Mecz towarzyski              |
| 5.                           | 10.10.2013                   | Bangkok, Tajlandia                     | Tajlandia                    | 1:0                          |                              | Mecz towarzyski              |
| 6.                           | 15.10.2013                   | Shah Alam, Malezja                     | Malezja                      | 1:1                          |                              | el. Pucharu Azji 2015        |
| 7.                           | 09.11.2013                   | Ar-Rifa, Bahrajn                       | Liban                        | 1:0                          |                              | Mecz towarzyski              |
| 8.                           | 15.11.2013                   | Ar-Rifa, Bahrajn                       | Malezja                      | 1:0                          |                              | el. Pucharu Azji 2015        |
| 9.                           | 19.11.2013                   | Ar-Rifa, Bahrajn                       | Jemen                        | 2:0                          |                              | el. Pucharu Azji 2015        |
| 10.                          | 21.12.2013                   | Doha, Katar                            | Katar                        | 1:1                          |                              | Mecz towarzyski              |
| 11.                          | 25.12.2013                   | Doha, Katar                            | Oman                         | 0:0                          |                              | Puchar Azji Zachodniej 2014  |
| 12.                          | 28.12.2013                   | Doha, Katar                            | Irak                         | 0:0                          |                              | Puchar Azji Zachodniej 2014  |
| 13.                          | 04.01.2014                   | Doha, Katar                            | Jordania                     | 0:1                          |                              | Puchar Azji Zachodniej 2014  |
| 14.                          | 07.01.2014                   | Doha, Katar                            | Kuwejt                       | 0:0, k. 2:3                  |                              | Puchar Azji Zachodniej 2014  |
| 15.                          | 05.03.2014                   | Doha, Katar                            | Katar                        | 0:0                          |                              | el. Pucharu Azji 2015        |
| 16.                          | 09.09.2014                   | Kuwejt, Kuwejt                         | Kuwejt                       | 0:1                          |                              | Mecz towarzyski              |
| 17.                          | 14.10.2014                   | Ar-Rifa, Bahrajn                       | Irak                         | 0:0                          |                              | Mecz towarzyski              |
| 18.                          | 02.11.2014                   | Ar-Rifa, Bahrajn                       | Korea Północna               | 2:2                          |                              | Mecz towarzyski              |
| 19.                          | 16.11.2014                   | Rijad, Arabia Saudyjska                | Arabia Saudyjska             | 3:0                          |                              | Puchar Zatoki Perskiej 2014  |
| 20.                          | 19.11.2014                   | Dżudda, Arabia Saudyjska               | Katar                        | 0:0                          |                              | Puchar Zatoki Perskiej 2014  |
| 21.                          | 30.12.2014                   | Geelong, Australia                     | Arabia Saudyjska             | 4:1                          |                              | Mecz towarzyski              |
| 22.                          | 04.10.2015                   | Ballarat, Australia                    | Jordania                     | 1:0                          |                              | Mecz towarzyski              |
| 23.                          | 11.01.2015                   | Melbourne, Australia                   | Iran                         | 2:0                          |                              | Puchar Azji 2015             |
| 24.                          | 15.01.2015                   | Canberra, Australia                    | Zjednoczone Emiraty Arabskie | 1:2                          |                              | Puchar Azji 2015             |
| 25.                          | 19.01.2015                   | Sydney, Australia                      | Katar                        | 1:2                          | Gol                          | Puchar Azji 2015             |
| 26.                          | 26.03.2015                   | Ar-Rifa, Bahrajn                       | Kolumbia                     | 0:6                          |                              | Mecz towarzyski              |
| 27.                          | 30.03.2015                   | Ar-Rifa, Bahrajn                       | Filipiny                     | 2:1                          |                              | Mecz towarzyski              |
| 28.                          | 30.05.2015                   | Ar-Rifa, Bahrajn                       | Oman                         | 0:0                          |                              | Mecz towarzyski              |
| 29.                          | 05.06.2015                   | Bangkok, Tajlandia                     | Tajlandia                    | 1:1                          |                              | Mecz towarzyski              |
| 30.                          | 03.09.2015                   | Ar-Rifa, Bahrajn                       | Korea Północna               | 0:1                          |                              | el. MŚ 2018                  |
| 31.                          | 08.09.2015                   | Doha, Katar                            | Jemen                        | 0:4                          |                              | el. MŚ 2018                  |
| 32.                          | 08.10.2015                   | Ar-Rifa, Bahrajn                       | Uzbekistan                   | 0:4                          |                              | el. MŚ 2018                  |
| 33.                          | 13.10.2015                   | Ar-Rifa, Bahrajn                       | Filipiny                     | 2:0                          |                              | el. MŚ 2018                  |
| 34.                          | 09.11.2017                   | Hongkong                               | Hongkong                     | 0:2                          |                              | Mecz towarzyski              |

## Sukcesy

### Riffa SC
- Mistrzostwo Bahrajnu (1×): 2018/2019

### Reprezentacyjne
- III miejsce w Pucharze Azji Zachodniej (1×): 2014